# 1520 Іматра
1520 Іматра (1520 Imatra) — астероїд головного поясу, відкритий 22 жовтня 1938 року.
Тіссеранів параметр щодо Юпітера — 3,158.